# Městské divadlo Broumov
Městské divadlo Broumov je divadelní instituce a kulturní památka ve městě Broumově v okrese Náchod.

## Historie

### Počátky divadelnictví v Broumově
Zřejmě nejstarší dochovaná zpráva o divadelním představení je z roku 1647, kdy místní studenti sehráli jednu z náboženských her přímo na broumovském náměstí. Vrchol divadelní tradice, která byla pevně spjata s místním klášterem, pak nastal v 18. století za opata Benna Löbla. Klášterní divadlo postihly dva velké požáry: jeden v roce 1684 a druhý roku 1777. Po druhém požáru už se divadlo nevzpamatovalo a téměř zaniklo. Hry se pak občasně hrály ve velkém sále broumovské radnice.

### Založení divadla
Po několika nezdařených pokusech o obnovení divadla se začal angažovat MUDr. Franz Seraphin Kneisler (1762–1829), lékař ve službách broumovského kláštera. Ten dne 21. února 1804 zaslal městskému magistrátu přípis, v němž navrhl využít prostory domu čp. 54 jako divadlo, přičemž by výdělek mohl být věnován chudobinci. V přízemí domu měl mít zřízenou pracovna lékaře a místnost pro nemocné, první patro by bylo vyhrazeno pro divadelní sál. Sám Kneisler nabídl, že bude financovat přestavbu domu. V květnu téhož roku krajský úřad svolil k zahájení divadelního provozu. Proti vybudování divadla byl zejména klášter, který v uvedeném domě chtěl vybudovat školu.

### 19. a 20. století
Přestavba domu byla dokončena v roce 1806. Pod Kneislerovou taktovkou se formovala broumovská generace divadelníků, například Josef August Lang, Heinrich Sturm, Carl Dauscha-Sperling nebo pozdější divadelní režisér Maurus Tauber. V roce 1838 byla budova divadla poškozena požárem, přičemž byly poničeny krovy střechy. Během následné rekonstrukce se změny dočkalo i hlavní průčelí divadla.
Další a tentokrát radikálnější přestavby se budova dočkala v roce 1902, kdy byla téměř kompletně stržena a nahrazena novou, modernější budovou. Během třicátých let 20. století upadala v Broumově tradice ochotníků a poslední ochotnická hra zahraná v městském divadle byla odehrána dne 28. října 1937. Šlo o hru V sadě skví se jara květ. Další částečné přestavby a modernizační úpravy budovy divadla se uskutečnily v letech 1929 až 1930, 1935, 1946, v osmdesátých letech 20. století, 1997 a 2004.

## Popis
První zmínka o původním objektu byla z 15. století. V roce 1902 byl dům radikálně přestavěn.
Jedná se o čtyřosý dvoupatrový dům. Na vrcholu domu se nachází trojúhelníkový štít s atikou a mezi okny v druhém patře je znak Broumova. Zajímavou součástí domu je část pozdně gotického objektu v zadní části. Uvnitř je objekt plochostropý, v hledišti na štukovém stropu v rozích jsou oválné medailony s portréty německých spisovatelů 19. století.